# Ego
Ego (pol. ja, jaźń; łac. ego; niem. Ich) – jedna z trzech struktur osobowości w modelu psychoanalitycznym, obok id i superego; często rozumiane w znaczeniu ja jednostki ludzkiej.

## Ego w psychologii

### Historia pojęcia
Choć w zestawieniu z id i superego, termin ja pojawił się w pismach Sigmunda Freuda dopiero w latach 20. XX wieku, istniał samodzielnie już w pierwszych psychoanalitycznych pracach twórcy psychoanalizy.
W 1895 pisma Sigmunta Freuda, przyznają ja (z łac. ego) pierwszorzędne miejsce. Ja było rozumiane jako struktura neuronów, z określoną energią, pełniąca funkcje hamowania procesu pierwotnego. W latach 1900–1914 terminowi ja, nie przypisywano żadnego znaczenia lub pojawiało się ono sporadycznie, np. popędy ja.
Od 1914 w teoriach Freuda, ponownie pojawia się termin ja, przy okazji znaczenia narcyzmu (ideał ja). Ideał ja ma swoje korzenie w narcyzmie dziecięcym, gdy dziecko jest dla siebie samego ideałem – w wyniku krytyki zachowań dziecka przez rodziców, ideał ten może być zredukowany, zniszczony lub porzucony.
W 1920 dokonuje się zasadniczy zwrot, kiedy to w dziełach Freuda ja pojawia się jako jedna ze struktur aparatu psychicznego, pełniąca funkcje obronne i pośredniczące m.in. dla zmniejszenia przykrych doznań. Dalsze rozwinięcie pojęcia, ma miejsce w pracach jego córki Anny Freud, dotyczących mechanizmów obronnych oraz w badaniach zainicjonowanych w latach 40. i 50. XX wieku w Stanach Zjednoczonych, określanych terminem psychologii ego. Reprezentantem terminu psychologii ego jest Heinz Hartmann.

### Powstawanie i rozwój ego
- Zgodnie z koncepcją Freuda ja nie jest obecne od początku życia[3]. Dziecko w momencie narodzin, pozostaje niemal w całości zintegrowane z id[3]. Ego rozwija się po pewnym czasie od narodzin, pozostając zależne od czynników genetycznych i interakcji z otoczeniem[3], jednak najczęściej w 18 miesiącu życia[4].
- Melanie Klein uważała, że ego istnieje od momentu narodzin człowieka i już od samego początku jest zdolne do działania. Przykładem wyrazu takiego działania jest poszukiwanie pierwotnego obiektu – piersi[potrzebny przypis].
- Jacques Lacan umieszcza moment rozwoju ja w fazie lustra – etapie rozwoju w którym następuje utożsamienie pierwotnie niezintegrowanego zespołu części z idealnym obrazem jakie dziecko widzi w lustrze. Jest to zarazem moment pierwszego złudzenia co do własnej natury. Stąd w koncepcji Lacana wszelkie przekonania osoby na własny temat są tylko złudzeniem. Faza lustra jest momentem fundacji rejestru wyobrażeniowego[potrzebny przypis].

### Rola ego

#### Sigmund Freud
Zasadniczą rolą ego jest godzenie (obrona i planowanie) konfliktowych żądań ze strony instynktów, sumienia oraz środowiska zewnętrznego.
Ego wytwarza się, ponieważ zaspokojenie potrzeb organizmu wymaga działań w świecie rzeczywistym (obiektywnym) poprzez przekształcanie wyobrażeń w spostrzeżenia. Jest podporządkowane zasadzie rzeczywistości, działa za pośrednictwem procesu wtórnego, sprawuje kontrolę nad funkcjami poznawczymi i intelektualnymi. Ta część osobowości decyduje o przystąpieniu do działania, które popędy i w jaki sposób zostaną zaspokojone, oraz o tym które życzenia zostaną wyparte. Nie należy jednak popełniać błędu utożsamiając ego i świadomość. Nie wszystkie obszary ego są świadome.

### Struktura ego
Według definicji Carla Gustava Junga, ego koncentruje większość treści świadomości, jednakże znaczna jego część pozostaje nieświadoma. Pod koniec XIX wieku, dowiedziono naukowo i doświadczalnie istnienie psychiki pozaświadomej – nieświadomości.

### Mechanizmy obronne ego
Odkryte przez Sigmunda Freuda mechanizmy obronne ego, różnicują obraz chorób i zaburzeń psychicznych. Mechanizmy te tworzą się podczas rozwoju dziecka i pozostają nieświadome z wyjątkiem stłumienia. Terminu obrona w pracy klinicznej, użył po raz pierwszy Sigmund Freud i Josef Breuer w 1893 roku.
Pięć mechanizmów obronnych ego według Freuda (1896):
1. konwersja (dysocjacja),
2. przemieszczenie,
3. wycofanie się z rzeczywistości,
4. wyparcie,
5. projekcja.

W późniejszym czasie córka Freuda – Anna Freud podczas pracy z dziećmi, wyodrębniła 13 mechanizmów obronnych ego:
1. wyparcie,
2. projekcję,
3. regresję,
4. izolację,
5. reakcję upozorowaną,
6. anulowanie,
7. introjekcję,
8. zwrócenie przeciw sobie,
9. odwrócenie w przeciwieństwo,
10. sublimację,
11. zaprzeczenie,
12. idealizację,
13. identyfikację z agresorem.

Twórca psychologii indywidualnej Alfred Adler uważał, że głównym mechanizmem obrony pozostaje kompensacja. Carl Gustav Jung zwracał uwagę, że na skutek nieodpowiednich procesów wychowawczych, istnieje możliwość wypierania pozytywnych cech osobowości. Z kolei Erich Fromm twierdził, że mechanizmy mają charakter ucieczkowy, na których podstawie tworzy się osobowość obronna.

### Konwencja terminologiczna
W powojennych tłumaczeniach dzieł Freuda przyjęta została terminologia zaczerpnięta z przekładu angielskiego. Wynikało to między innymi z faktu, że po II wojnie światowej psychoanaliza została ponownie wprowadzona do krajów europejskich przez Stany Zjednoczone, gdzie w latach międzywojennych dane jej było odnieść znacznie większe sukcesy niż w Europie – to właśnie na gruncie amerykańskim obrosła w literaturę przedmiotu i była praktykowana na skalę nieomal masową w porównaniu z Europą. Nie bez znaczenia był również fakt, że do USA i Anglii wyemigrowała większość niemieckojęzycznych psychoanalityków pochodzenia żydowskiego. Stąd także w kilku przetłumaczonych wówczas na polski pracach oryginalny termin das Ich był tłumaczony zgodnie z konwencją angielską jako ego.
W samym angielskim termin ten pojawił się zresztą na skutek niedogodności wynikających z równoległego stosowania w tym języku (w zależności od kontekstu gramatycznego) dwóch form zaimkowych: „I” = „ja” oraz me = „ja”. Pierwszy tłumacz pism Freuda na angielski, Alexander Brill, postanowił wybrnąć z tych trudności, wprowadzając słowo łacińskie, którego sam Freud – notabene – nigdy w swych pismach nie używał (tą samą metodą zastępowania słów niemieckich przez greckie lub łacińskie, czy też przez hybrydy grecko-łacińskie, Brill posłużył się również w wypadku kilku innych podstawowych terminów psychoanalitycznych, np. das Über-Ich = „nad-ja” przetłumaczył jako „superego”, die Besetzung = „obsada”, „obsadzenie” przetłumaczył jako „kateksja”, die Fixierung = „utrwalenie”  przetłumaczył jako „fiksacja” itp.).
W przekładach Roberta Reszke wydanych przez Wydawnictwo KR konsekwentnie odchodzi się od terminu ego na rzecz bardziej właściwego ja. Podobne stanowisko w tej kwestii prezentuje tłumaczenie Słownika psychoanalizy Jeana Laplanche i Jeana-Bertranda Pontalisa (notabene, Francja, skąd pochodzą autorzy tej pracy, i pod tym względem zachowała sobie prawo do wyjątkowości – choć i we francuskim istnieją podobne problemy gramatyczne jak w angielskim – oboczność zaimków je i moi – w przed- i powojennych przekładach tekstów Freuda na francuski nigdy nie pojawiła się terminologia angloamerykańska).
Ego jest jednym z podstawowych pojęć w psychoanalizie Zygmunta Freuda. W analizie transakcyjnej odpowiednikiem ego jest komponent dorosłego.

## Ego w ujęciu religijnym
Wiele religii uznaje pojęcie ego za kluczowe zagadnienie religijne. Najbardziej powszechnymi przykładami tego są hinduizm i buddyzm.

### Hinduizm
- W wisznuizmie ego oznacza utożsamianie się z własnym ciałem. Kiedy ktoś rozumie, że nie jest ciałem, ale czystą duszą, jest to prawdziwym ego. Potępiane jest fałszywe ego, ale nie ego prawdziwe. Poczucie, że jestem sprawia ego, ale kiedy to jestem odnoszone jest do naszego materialnego ciała jest ego fałszywym. Kiedy istota jaźni odnosi się do rzeczywistości, to jest to ego prawdziwe. Niektórzy twierdzą, iż powinniśmy pozbyć się naszego ego, co jest zupełnie niemożliwe, jako że ego oznacza tożsamość[5].
- Osho: ego to złudzenie stworzone przez społeczeństwo, religię i kulturę w celu fałszywej identyfikacji[6]. Podstawą formowania się ego jest utożsamianie się z czymś (narzucone maski tożsamości), które podtrzymuje zniewolenie i iluzoryczną fałszywą indentyfikację[6]. Według Osho, poznanie prawdziwej natury usuwa ego[6].

### Buddyzm
- Buddyzm głosi, że tożsamość „ja” jest jednym z głównych (obok braku urzeczywistnienia „pustości” zjawisk) źródeł powstawania cierpienia (dukkha). Tożsamość ta jest przyczyną cierpienia w tym sensie, gdyż intuicyjnie wydaje się istnieć w relacji z pięcioma skupiskami jako obiekt cierpienia (dukkha). Natomiast według buddyjskiej szkoły cittamatra jedyne co istnieje, to samoświadomy i samorozświetlający się umysł wolny od dualizmu doświadczenia i doświadczającego, czyli na najgłębszym poziomie natura tego umysłu, zarazem natura rzeczywistości, sedno wszelkich jak i każdej z czujących istot jest jednak indywidualna, gdyż manifestująca się zgodnie z prawem przyczynowo-skutkowym karma. Poczucie rozdzielenia stwarzają tu tylko nawykowe skłonności i splamienia maja, m.in. owe mało subtelne wrażenie odrębnej tożsamości ego, które na powierzchownych poziomach świadomości zanika całkowicie w czasie procesu śmierci. Jednak dalej pozostaje i reinkarnuje się tylko najbardziej subtelna wolna od splamień, dualizmu i koncepcji natura umysłu, umożliwiając w bardo, jak i w kolejnym odrodzeniu dalszy rozwój (lub zanik) nawykowych sił. Teksty buddyjskie przyrównują te nawykowe skłonności i splamienia do fal oceanu, a naturę umysłu do wody oceanu. Pojedyncze fale na oceanie Umysłu pojawiają się i znikają, niekiedy uchodząc w głębiny, a niekiedy można je wyodrębnić (śmierć, bardo i kolejne odrodzenie), ale przez cały czas pozostają częścią wód oceanu

.
- Kōdō Sawaki: „Wszyscy wyobrażają sobie, że ego jest czymś niezmiennym, jakimś nieruchomym punktem, wokół którego wszystko się kręci. Kiedyś pewien człowiek powiedział: „Patrz, wszyscy umierają oprócz mnie!”. Dziś już od dawna nie żyje”. „Całe życie jesteś całkowicie szalony, ponieważ myślisz, że istniejesz „ty” i  „inni"”. Starasz się wyróżnić z tłumu, ale w rzeczywistości nie ma ani „ciebie” ani „innych"”. „„Brak jaźni” znaczy, że „ja” nie jest oddzielnym podmiotem. Kiedy „ja” nie jestem oddzielnym podmiotem, wtedy  wypełniam  cały wszechświat. To, że wypełniam cały wszechświat, jest tym, co mam na myśli mówiąc „wszystkie rzeczy są prawdziwą formą"”[7].